# Суперкубок Англії з футболу 1953
Суперкубок Англії з футболу 1953 — 31-й розіграш турніру. Матч відбувся 12 жовтня 1953 року між чемпіоном Англії «Арсенал» та володарем кубка країни «Блекпул».
| Володарі Суперкубка Англії 1953 |
| ------------------------------- |
|                                 |
| «Арсенал» Сьомий титул          |

## Учасники
| Клуб      | Участей | Роки (жирним виділено перемоги)                |
| --------- | ------- | ---------------------------------------------- |
| «Арсенал» | 8       | 1930, 1931, 1933, 1934, 1935, 1936, 1938, 1948 |
| «Блекпул» | дебют   | дебют                                          |

## Матч

### Деталі
| 12 жовтня 1953 |

| «Арсенал»                  | 3–1      | «Блекпул»     |
| -------------------------- | -------- | ------------- |
| Лоутон 45' Лішман 65', 80' | Протокол | Мортенсен 30' |

| Хайбері, Лондон Глядачів: 39 853 |

| В                |  | Джек Келсі     |
| З                |  | Лен Віллс      |
| З                |  | Воллі Барнс    |
| ПЗ               |  | Алекс Форбс    |
| ПЗ               |  | Білл Доджін    |
| ПЗ               |  | Джо Мерсер (к) |
| Н                |  | Кліфф Голтон   |
| Н                |  | Джиммі Лоугі   |
| Н                |  | Томмі Лоутон   |
| Н                |  | Дуг Лішман     |
| Н                |  | Дональд Ропер  |
| Головний тренер: |  |                |
| Том Віттейкер    |  |                |

| В                |  | Джордж Фарм        |
| З                |  | Едді Шімвелл       |
| З                |  | Томмі Гарретт      |
| ПЗ               |  | Еван Фентон        |
| ПЗ               |  | Гаррі Джонстон (к) |
| ПЗ               |  | Сайріл Робінсон    |
| Н                |  | Стенлі Метьюз      |
| Н                |  | Ерні Тейлор        |
| Н                |  | Стен Мортенсен     |
| Н                |  | Джекі М'юді        |
| Н                |  | Білл Перрі         |
| Головний тренер: |  |                    |
| Джо Сміт         |  |                    |